# The Last Time (The Script)
The Last Time è un singolo del gruppo musicale irlandese The Script, pubblicato nel 2019 ed estratto dal loro sesto album in studio Sunsets & Full Moons.

## Tracce
1. The Last Time – 3:16

## Video musicale
Il videoclip della canzone, diretto da Charles Mehling, vede la partecipazione della modella polacca Anna Jagodzińska.